# Segunda División 'B' de México 1985-86
La Temporada 1985-86 de la Segunda División 'B' de México fue el cuarto torneo en la historia de esta competición. Se disputó entre los meses de julio de 1985 y mayo de 1986. El cuadro del Tapatío ganó la competición al derrotar a Orizaba  por marcador global de 2-1. Estos dos equipos lograron el ascenso a la Segunda División.
En esta edición hubo varias incorporaciones respecto a la temporada anterior, de la Segunda División llegó el equipo de Zamora que descendió. Junto a los zamoranos también habían perdido la categoría los equipos de Nuevo Necaxa y Yucatán, sin embargo, los neonecaxistas permanecieron en su división tras adquirir al equipo de Tulancingo, siendo reemplazados en la B por un nuevo equipo llamado Santos de San Luis, mientras que los yucatecos vendieron su franquicia a la Secretaría de Marina que estableció un equipo denominado Halcones. 
Por el lado de la Tercera División solamente ascendió el conjunto de Galicia de Cuernavaca que había ganado el playoff a Lagos de Moreno, ya que el campeón Chetumal, adquirió una de las dos franquicias que tenía la Unión de Curtidores en la Segunda División, logrando así incorporarse al segundo escalón del fútbol mexicano, al haber únicamente un ascenso previo el conjunto de Uruapan pudo permanecer en la competencia pese a descender deportivamente la temporada previa.
Por otra parte, el equipo anteriormente llamado Texcoco B fue conocido simplemente como Texcoco tras la venta del club principal, y el entonces conjunto de la Universidad Autónoma Benito Juárez de Oaxaca se convirtió en filial del equipo Chapulineros de Oaxaca de Segunda División, por lo que pasó a denominarse Oaxaca B.

## Formato de competencia
Los veinte equipos se dividen en cuatro grupos de cinco clubes, los conjuntos se dividen en dos llaves de diez clubes que jugarán entre ellos en cuatro ocasiones a lo largo de 36 jornadas, dos en cada campo. Al finalizar la temporada regular los dos mejores clubes de cada grupo pasan a la fase de liguilla en donde se enfrentarán en dos agrupaciones de ocho cuadros para determinar los dos clubes que disputarán la gran final por el campeonato, ascenderá el ganador de esa serie eliminatoria. Los dos equipos con el peor puntaje descenderán a la Tercera División mientras que el lugar número 18 deberá jugar una eliminatoria de descenso contra el tercer lugar de la categoría inferior, el ganador tendrá un lugar en la siguiente temporada de la Segunda B.
El reglamento de puntuaciones varía de acuerdo a algunas condiciones dadas en el partido, es decir: concede dos puntos si hay una victoria por un gol de diferencia; tres si se ganan con más de dos anotaciones de ventaja; y uno si se da un empate entre ambos clubes.

## Equipos participantes

### Equipos por Entidad Federativa
| Entidad Federativa | N.º | Equipos                                                               |
| ------------------ | --- | --------------------------------------------------------------------- |
| Veracruz           | 4   | Átomos de Minatitlán, Halcones Marina, Martínez de la Torre y Orizaba |
| Jalisco            | 3   | Bachilleres, Industrial Tepatitlán y Tapatío                          |
| Estado de México   | 3   | Cachorros Neza,, SUOO y Texcoco                                       |
| Michoacán          | 2   | Uruapan y Zamora                                                      |
| Morelos            | 2   | Cuautla y Galicia                                                     |
| Coahuila           | 1   | Panteras Torreón                                                      |
| Guerrero           | 1   | Iguala FC                                                             |
| Oaxaca             | 1   | Oaxaca "B"                                                            |
| Puebla             | 1   | UPAEP                                                                 |
| San Luis Potosí    | 1   | Santos San Luis                                                       |
| Tlaxcala           | 1   | Lobos de Tlaxcala                                                     |

### Información sobre los equipos participantes
| Equipo                 | Ciudad                                  | Estadio                   |
| ---------------------- | --------------------------------------- | ------------------------- |
| Átomos                 | Minatitlán, Veracruz                    | Campo Nanahuatzin         |
| Bachilleres            | Guadalajara, Jalisco                    | Tecnológico UdeG          |
| Cachorros Neza         | Ciudad Nezahualcóyotl, Estado de México | Metropolitano de Neza     |
| Cuautla                | Cuautla, Morelos                        | Isidro Gil Tapia          |
| Galicia de Cuernavaca  | Cuernavaca, Morelos                     | Centenario                |
| Halcones de Tenancingo | Tenancingo, Estado de México            | Municipal de Tenancingo   |
| Iguala                 | Iguala, Guerrero                        | General Ambrosio Figueroa |
| Industrial Tepatitlán  | Tepatitlán, Jalisco                     | Tepa Gómez                |
| Lobos Tlaxcala         | Tlaxcala, Tlaxcala                      | Tlahuicole                |
| Martínez de la Torre   | Martínez de la Torre, Veracruz          | El Cañizo                 |
| Oaxaca B               | Oaxaca, Oaxaca                          | General Manuel Cabrera    |
| Orizaba                | Orizaba, Veracruz                       | Socum                     |
| Panteras               | Torreón, Coahuila                       | Moctezuma                 |
| Santos San Luis        | San Luis Potosí, S.L.P.                 | Plan de San Luis          |
| S.U.O.O.               | Cuautitlán, Estado de México            | Los Pinos                 |
| Tapatío                | Guadalajara, Jalisco                    | Casa Club Guadalajara     |
| Texcoco                | Texcoco, Estado de México               | Municipal de Texcoco      |
| U.P.A.E.P.             | Puebla, Puebla                          | Olímpico Ignacio Zaragoza |
| Uruapan                | Uruapan, Michoacán                      | Hermanos López Rayón      |
| Zamora                 | Zamora, Michoacán                       | El Chamizal               |

## Grupos

### Grupo 1
| Pos. | Equipo              | Pts. | PJ | G  | E  | P  | GF | GC  | Dif. | Clasificación               |
| ---- | ------------------- | ---- | -- | -- | -- | -- | -- | --- | ---- | --------------------------- |
| 1    | SUOO                | 60   | 36 | 20 | 7  | 9  | 54 | 33  | +21  | Cuadrangular de la liguilla |
| 2    | Texcoco             | 52   | 36 | 16 | 8  | 12 | 75 | 56  | +19  | Cuadrangular de la liguilla |
| 3    | Zamora              | 48   | 36 | 15 | 8  | 13 | 52 | 48  | +4   |                             |
| 4    | Bachilleres         | 40   | 36 | 11 | 10 | 15 | 50 | 61  | −11  |                             |
| 5    | Santos San Luis (D) | 4    | 36 | 0  | 4  | 32 | 24 | 134 | −110 | Descenso de categoría       |

 Fuente: RSSSF

### Grupo 2
| Pos. | Equipo                   | Pts. | PJ | G  | E  | P  | GF | GC | Dif. | Clasificación               |
| ---- | ------------------------ | ---- | -- | -- | -- | -- | -- | -- | ---- | --------------------------- |
| 1    | Tapatío (A)              | 62   | 36 | 19 | 7  | 10 | 74 | 39 | +35  | Cuadrangular de la liguilla |
| 2    | Industrial de Tepatitlán | 59   | 36 | 16 | 14 | 6  | 56 | 28 | +28  | Cuadrangular de la liguilla |
| 3    | Panteras de Torreón      | 58   | 36 | 19 | 5  | 12 | 61 | 38 | +23  |                             |
| 4    | Uruapan                  | 48   | 36 | 14 | 10 | 12 | 52 | 48 | +4   |                             |
| 5    | Halcones de Tenancingo   | 33   | 36 | 8  | 11 | 17 | 36 | 49 | −13  |                             |

 Fuente: RSSSF

### Grupo 3
| Pos. | Equipo               | Pts. | PJ | G  | E  | P  | GF | GC | Dif. | Clasificación               |
| ---- | -------------------- | ---- | -- | -- | -- | -- | -- | -- | ---- | --------------------------- |
| 1    | Lobos de Tlaxcala    | 47   | 36 | 15 | 6  | 15 | 47 | 45 | +2   | Cuadrangular de la liguilla |
| 2    | Iguala               | 46   | 36 | 13 | 10 | 13 | 45 | 48 | −3   | Cuadrangular de la liguilla |
| 3    | Átomos de Minatitlán | 45   | 36 | 13 | 8  | 15 | 38 | 40 | −2   |                             |
| 4    | Cuautla              | 42   | 36 | 11 | 13 | 12 | 49 | 58 | −9   |                             |
| 5    | UPAEP (D)            | 31   | 36 | 8  | 9  | 19 | 41 | 64 | −23  | Promoción de descenso       |

 Fuente: RSSSF

### Grupo 4
| Pos. | Equipo               | Pts. | PJ | G  | E  | P  | GF | GC | Dif. | Clasificación               |
| ---- | -------------------- | ---- | -- | -- | -- | -- | -- | -- | ---- | --------------------------- |
| 1    | Cachorros Neza       | 67   | 36 | 20 | 8  | 8  | 68 | 30 | +38  | Cuadrangular de la liguilla |
| 2    | Orizaba (C, A)       | 61   | 36 | 17 | 12 | 7  | 60 | 39 | +21  | Cuadrangular de la liguilla |
| 3    | Galicia              | 58   | 36 | 15 | 15 | 6  | 56 | 38 | +18  |                             |
| 4    | Martínez de la Torre | 53   | 36 | 16 | 10 | 10 | 50 | 44 | +6   |                             |
| 5    | Oaxaca "B" (D)       | 15   | 36 | 4  | 5  | 27 | 26 | 74 | −48  | Descenso de categoría       |

 Fuente: RSSSF

## Tabla general
| Pos. | Equipo                   | Pts. | PJ | G  | E  | P  | GF | GC  | Dif. | Clasificación               |
| ---- | ------------------------ | ---- | -- | -- | -- | -- | -- | --- | ---- | --------------------------- |
| 1    | Cachorros Neza           | 67   | 36 | 20 | 8  | 8  | 68 | 30  | +38  | Cuadrangular de la liguilla |
| 2    | Tapatío (A)              | 62   | 36 | 19 | 7  | 10 | 74 | 39  | +35  | Cuadrangular de la liguilla |
| 3    | Orizaba (C, A)           | 61   | 36 | 17 | 12 | 7  | 60 | 39  | +21  | Cuadrangular de la liguilla |
| 4    | SUOO                     | 60   | 36 | 20 | 7  | 9  | 54 | 33  | +21  | Cuadrangular de la liguilla |
| 5    | Industrial de Tepatitlán | 59   | 36 | 16 | 14 | 6  | 56 | 28  | +28  | Cuadrangular de la liguilla |
| 6    | Panteras                 | 58   | 36 | 19 | 5  | 12 | 61 | 38  | +23  |                             |
| 7    | Galicia                  | 58   | 36 | 15 | 15 | 6  | 56 | 38  | +18  |                             |
| 8    | Martínez de la Torre     | 53   | 36 | 16 | 10 | 10 | 50 | 44  | +6   |                             |
| 9    | Texcoco                  | 52   | 36 | 16 | 8  | 12 | 75 | 56  | +19  | Cuadrangular de la liguilla |
| 10   | Zamora                   | 48   | 36 | 15 | 8  | 13 | 52 | 48  | +4   |                             |
| 11   | Uruapan                  | 48   | 36 | 14 | 10 | 12 | 52 | 48  | +4   |                             |
| 12   | Lobos de Tlaxcala        | 47   | 36 | 15 | 6  | 15 | 47 | 45  | +2   | Cuadrangular de la liguilla |
| 13   | Iguala                   | 46   | 36 | 13 | 10 | 13 | 45 | 48  | −3   | Cuadrangular de la liguilla |
| 14   | Minatitlán               | 45   | 36 | 13 | 8  | 15 | 38 | 40  | −2   |                             |
| 15   | Cuautla                  | 42   | 36 | 11 | 13 | 12 | 49 | 58  | −9   |                             |
| 16   | Bachilleres              | 40   | 36 | 11 | 10 | 15 | 50 | 61  | −11  |                             |
| 17   | Halcones de Tenancingo   | 33   | 36 | 8  | 11 | 17 | 36 | 49  | −13  |                             |
| 18   | UPAEP (D)                | 31   | 36 | 8  | 9  | 19 | 41 | 64  | −23  | Promoción de descenso       |
| 19   | Oaxaca "B" (D)           | 15   | 36 | 4  | 5  | 27 | 26 | 74  | −48  | Descenso de categoría       |
| 20   | Santos San Luis (D)      | 4    | 36 | 0  | 4  | 32 | 24 | 134 | −110 | Descenso de categoría       |

 Fuente: RSSSF

## Resultados

### Llave Occidente
| Local \ Visitante     | BAC | HAL | IND | PAN | SSL | SUO | TAP | TEX | UPN | ZAM |
| --------------------- | --- | --- | --- | --- | --- | --- | --- | --- | --- | --- |
| Bachilleres           | —   | 0–0 | 1–2 | 0–2 | 5–1 | 1–1 | 0–2 | 4–1 | 1–0 | 1–1 |
| Halcones Tenancingo   | 0–1 | —   | 1–1 | 1–2 | 3–0 | 1–0 | 0–2 | 0–0 | 0–1 | 1–1 |
| Industrial Tepatitlán | 1–1 | 3–1 | —   | 3–1 | 2–1 | 1–2 | 4–1 | 1–0 | 0–0 | 1–1 |
| Panteras              | 4–0 | 3–1 | 1–1 | —   | 2–0 | 2–0 | 0–1 | 0–1 | 1–1 | 1–0 |
| Santos San Luis       | 3–3 | 1–5 | 0–2 | 0–2 | —   | 0–2 | 0–2 | 0–1 | 2–2 | 1–2 |
| SUOO                  | 1–0 | 2–0 | 1–1 | 1–0 | 1–1 | —   | 0–2 | 1–1 | 0–0 | 2–1 |
| Tapatío               | 1–0 | 5–0 | 0–0 | 0–1 | 2–0 | 3–1 | —   | 3–1 | 1–2 | 1–1 |
| Texcoco               | 5–1 | 2–1 | 2–1 | 2–2 | 3–2 | 0–4 | 2–2 | —   | 3–1 | 3–0 |
| Uruapan               | 1–2 | 2–0 | 0–0 | 2–1 | 4–1 | 0–1 | 4–3 | 5–2 | —   | 0–0 |
| Zamora                | 2–1 | 1–0 | 1–3 | 1–2 | 2–0 | 2–0 | 0–1 | 0–3 | 1–1 | —   |

| Local \ Visitante     | BAC | HAL | IND | PAN | SSL | SUO | TAP | TEX | UPN | ZAM |
| --------------------- | --- | --- | --- | --- | --- | --- | --- | --- | --- | --- |
| Bachilleres           | —   | 0–0 | 1–1 | 2–1 | 5–1 | 0–2 | 1–1 | 2–1 | 4–2 | 1–3 |
| Halcones Tenancingo   | 2–3 | —   | 1–1 | 0–0 | 4–1 | 2–0 | 1–0 | 3–1 | 1–1 | 0–0 |
| Industrial Tepatitlán | 0–0 | 1–1 | —   | 2–0 | 7–0 | 3–1 | 2–0 | 3–1 | 4–0 | 1–0 |
| Panteras              | 3–0 | 2–1 | 1–0 | —   | 5–1 | 1–2 | 3–2 | 1–1 | 2–0 | 3–1 |
| Santos San Luis       | 3–3 | 1–2 | 0–2 | 0–6 | —   | 0–5 | 1–6 | 0–1 | 0–4 | 1–7 |
| SUOO                  | 2–1 | 2–0 | 0–0 | 2–0 | 5–0 | —   | 2–1 | 2–1 | 2–3 | 1–0 |
| Tapatío               | 1–0 | 4–1 | 1–1 | 4–2 | 7–0 | 2–2 | —   | 5–1 | 3–0 | 4–1 |
| Texcoco               | 4–0 | 2–2 | 2–1 | 0–2 | 8–0 | 1–2 | 4–1 | —   | 1–1 | 8–0 |
| Uruapan               | 2–3 | 1–0 | 2–0 | 3–1 | 6–2 | 0–2 | 0–0 | 0–3 | —   | 1–0 |
| Zamora                | 4–2 | 2–0 | 2–0 | 2–1 | 6–0 | 2–0 | 1–0 | 3–3 | 1–0 | —   |

### Llave Oriente
| Local \ Visitante    | ATO | CNZ | CUA | GAL | IGU | LBT | MDT | OAX | ORI | UPA |
| -------------------- | --- | --- | --- | --- | --- | --- | --- | --- | --- | --- |
| Átomos               | —   | 2–0 | 0–0 | 1–3 | 0–0 | 1–0 | 0–1 | 2–0 | 0–1 | 4–2 |
| Cachorros Neza       | 1–1 | —   | 2–2 | 0–1 | 0–1 | 2–0 | 3–1 | 2–0 | 0–1 | 3–0 |
| Cuautla              | 2–0 | 1–1 | —   | 0–2 | 0–1 | 0–1 | 0–0 | 2–1 | 5–2 | 1–1 |
| Galicia              | 0–2 | 0–2 | 1–1 | —   | 0–2 | 1–0 | 1–1 | 4–0 | 2–2 | 2–2 |
| Iguala               | 0–0 | 1–1 | 3–1 | 2–0 | —   | 0–2 | 2–1 | 4–1 | 4–2 | 0–0 |
| Lobos de Tlaxcala    | 2–0 | 0–2 | 5–1 | 1–1 | 3–3 | —   | 1–1 | 2–1 | 2–1 | 0–1 |
| Martínez de la Torre | 2–0 | 1–0 | 3–1 | 1–1 | 1–0 | 1–0 | —   | 1–0 | 0–1 | 4–0 |
| Oaxaca "B"           | 0–1 | 1–0 | 0–2 | 1–3 | 1–0 | 2–5 | 0–1 | —   | 1–1 | 4–1 |
| Orizaba              | 2–2 | 1–2 | 1–1 | 3–3 | 2–0 | 2–0 | 1–0 | 4–0 | —   | 3–1 |
| UPAEP                | 1–0 | 1–2 | 1–2 | 0–0 | 2–1 | 0–1 | 3–0 | 5–2 | 1–1 | —   |

| Local \ Visitante    | ATO | CNZ | CUA | GAL | IGU | LBT | MDT | OAX | ORI | UPA |
| -------------------- | --- | --- | --- | --- | --- | --- | --- | --- | --- | --- |
| Átomos               | —   | 0–0 | 3–0 | 0–2 | 2–0 | 1–0 | 2–2 | 2–0 | 0–1 | 6–1 |
| Cachorros Neza       | 4–0 | —   | 4–1 | 2–2 | 5–0 | 0–1 | 5–0 | 5–0 | 3–2 | 3–1 |
| Cuautla              | 2–2 | 1–3 | —   | 3–2 | 1–1 | 1–0 | 3–4 | 2–2 | 2–0 | 2–1 |
| Galicia              | 2–0 | 2–1 | 1–1 | —   | 4–1 | 1–1 | 2–0 | 3–1 | 1–1 | 1–1 |
| Iguala               | 1–0 | 1–2 | 5–3 | 0–1 | —   | 3–1 | 0–1 | 2–0 | 1–1 | 1–0 |
| Lobos de Tlaxcala    | 0–1 | 0–1 | 2–2 | 0–3 | 4–2 | —   | 1–0 | 3–1 | 0–0 | 3–2 |
| Martínez de la Torre | 3–1 | 2–2 | 1–2 | 3–3 | 1–1 | 4–3 | —   | 1–1 | 2–0 | 3–1 |
| Oaxaca "B"           | 0–1 | 1–3 | 0–1 | 0–1 | 0–0 | 0–1 | 1–2 | —   | 1–1 | 1–2 |
| Orizaba              | 2–0 | 1–1 | 2–0 | 0–0 | 3–0 | 2–0 | 2–1 | 4–1 | —   | 4–1 |
| UPAEP                | 3–1 | 0–1 | 0–0 | 2–0 | 2–2 | 1–2 | 0–0 | 0–1 | 1–3 | —   |

## Liguilla por el campeonato

### Grupo A
| Pos. | Equipo                   | Pts. | PJ | G | E | P | GF | GC | Dif. | Clasificación     |
| ---- | ------------------------ | ---- | -- | - | - | - | -- | -- | ---- | ----------------- |
| 1    | Orizaba (C, A)           | 12   | 6  | 4 | 1 | 1 | 7  | 3  | +4   | Acceso a la final |
| 2    | Iguala                   | 12   | 6  | 4 | 0 | 2 | 10 | 6  | +4   |                   |
| 3    | SUOO                     | 6    | 6  | 2 | 0 | 4 | 8  | 10 | −2   |                   |
| 4    | Industrial de Tepatitlán | 4    | 6  | 1 | 1 | 4 | 4  | 10 | −6   |                   |

 Fuente: RSSSF
Notas:
1. ↑  Orizaba avanzó a la final por su mejor desempeño en la temporada regular de la competencia

#### Resultados
| Local \ Visitante        | IGU | IND | ORI | SUO |
| ------------------------ | --- | --- | --- | --- |
| Iguala                   | —   | 2–0 | 0–1 | 4–0 |
| Industrial de Tepatitlán | 3–0 | —   | 0–2 | 1–3 |
| Orizaba                  | 1–2 | 0–0 | —   | 2–1 |
| SUOO                     | 1–2 | 3–0 | 0–1 | —   |

### Grupo B
| Pos. | Equipo            | Pts. | PJ | G | E | P | GF | GC | Dif. | Clasificación     |
| ---- | ----------------- | ---- | -- | - | - | - | -- | -- | ---- | ----------------- |
| 1    | Tapatío (A)       | 13   | 6  | 4 | 1 | 1 | 13 | 5  | +8   | Acceso a la final |
| 2    | Texcoco           | 12   | 6  | 4 | 1 | 1 | 9  | 6  | +3   |                   |
| 3    | Cachorros Neza    | 8    | 6  | 2 | 2 | 2 | 9  | 8  | +1   |                   |
| 4    | Lobos de Tlaxcala | 0    | 6  | 0 | 0 | 6 | 6  | 18 | −12  |                   |

 Fuente: RSSSF

#### Resultados
| Local \ Visitante | CNZ | LBT | TAP | TEX |
| ----------------- | --- | --- | --- | --- |
| Cachorros Neza    | —   | 4–2 | 0–1 | 1–1 |
| Lobos de Tlaxcala | 1–2 | —   | 1–3 | 0–1 |
| Tapatío           | 1–1 | 5–1 | —   | 1–2 |
| Texcoco           | 2–1 | 3–1 | 0–2 | —   |

### Final
La serie final del torneo enfrentó al Tapatío contra los Albinegros de Orizaba.
| 11 de mayo de 1986 | Tapatío | 2-1 | Orizaba | Estadio Jalisco, Guadalajara |  |

| 18 de mayo de 1986                                  | Orizaba | 1-3 | Tapatío | Estadio Socum, Orizaba |  |
| Tapatío campeón de la Temporada 1985-86. Global 2-5 |         |     |         |                        |  |

|                              |
| Tapatío Campeón 1.er título. |

## Promoción por el no descenso
La denominada promoción por el no descenso enfrentó a las Águilas de la UPAEP contra los Pioneros de Cancún.
| 5 de abril de 1986 | Pioneros Cancún | 2-0 | U.P.A.E.P. | Estadio Olímpico Andrés Quintana Roo, Cancún |  |

| 10 de abril de 1986                                                                 | U.P.A.E.P. | 2-2 | Pioneros Cancún | Estadio Cuauhtémoc, Puebla |  |
| Pioneros de Cancún asciende a Segunda B. U.P.A.E.P. desciende a Tercera. Global 2-4 |            |     |                 |                            |  |